# Edgar Cairo

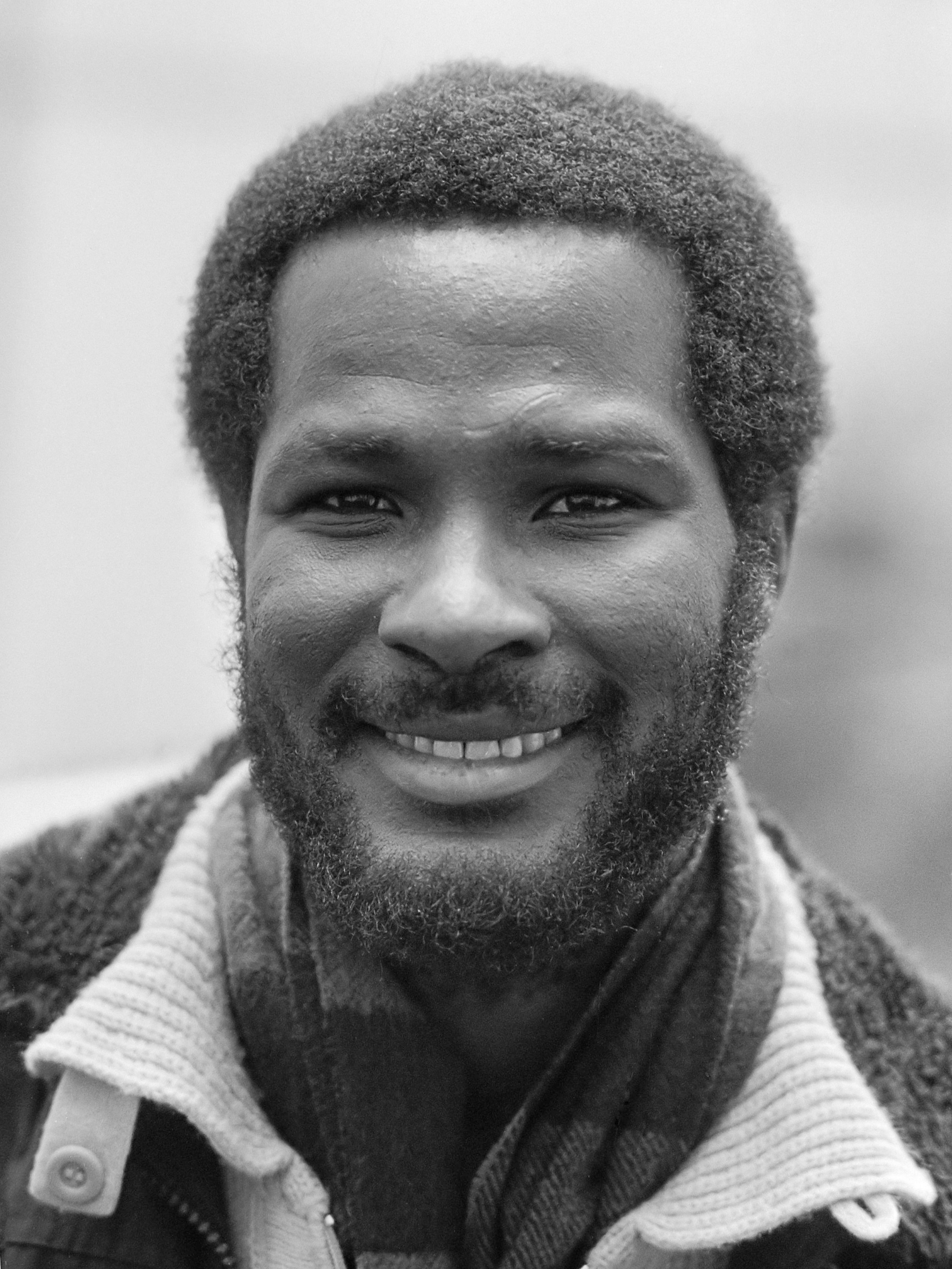
Edgar Cairo (1982)

Edgar Eduard Cairo (* 7. Mai 1948 in Paramaribo; † 16. November 2000 in Amsterdam) war ein surinamisch-niederländischer Schriftsteller und Dichter.

## Biographie
Die Eltern von Edgar Cairo stammten aus dem Para-Distrikt in Suriname, einem isolierten Gebiet, in dem noch viele afrikanische Elemente in der Kultur bewahrt blieben. Schon während seiner Schulzeit entstanden erste Werke. Nach seinem Schulabschluss im Jahre 1968 ging Cairo in die Niederlande, um an der Universität von Amsterdam Niederländisch und Allgemeine Literaturwissenschaft zu studieren. Sein literarisches Debüt gab er 1969 mit der Novelle Temekoe in der Landessprache Surinames, Sranantongo. Später schrieb er die Geschichte um eine Vater-Sohn-Beziehung in zwei niederländische Versionen um.
Nachdem Cairo 1977 mit In de Knipscheer einen Verleger gefunden hatte, riss der Strom der Veröffentlichungen nicht ab: In mehr als zehn Jahren veröffentlichte er 15 Bücher mit Prosa, neun Gedichtbände und acht Theaterstücke sowie zahlreiche Essays und Kolumnen in Zeitungen und Zeitschriften wie De Volkskrant und De Groene Amsterdammer, in Surinamisch und in Niederländisch. Er trat in zahlreichen niederländischen und internationalen Literaturprogrammen auf, oft in Begleitung des Schlagzeugers Zapata Jaw. Cairo kaufte sich einen roten Maserati, der nach wenigen Tagen gestohlen wurde, und sammelte wertvolle Möbel im Kolonialstil. Mindestens fünf Romane blieben unveröffentlicht. Das Werk De smaak van Sranan Libre über die Dezembermorde erschien postum im Jahre 2007.
Die Themen von Cairos Werken drehten sich um das Leben in den Vierteln von Paramaribo und um die Geschichte der schwarzen Sklaven. Später befasste er sich mit der Situation der surinamischen Migranten in den Niederlanden und der multikulturellen niederländischen Gesellschaft, schließlich mit der Kolonisierung der Schwarzen und der Entstehung dessen, was Cairo „Negertrauer“ nannte. Sein Werk war vor allem durch seine Opposition gegen jede Form des kulturellen Kolonialismus bestimmt. Nahezu das gesamte Werk Cairos wurde auf Niederländisch und auf Sranantongo veröffentlicht. In Suriname empfanden die Menschen sein Sranantongo oft als zu schwierig, weil er viele archaische Formen und Neologismen verwendete und versuchte, eine eigene literarische Sprache zu entwickeln.
Mit seinem eigenwilligen Sprachgebrauch erreichte Cairo kein Massenpublikum. In den späten 1980er Jahren begann er mit derselben Leidenschaft zu malen, mit der er schrieb, und er schuf mehrere hundert Bilder. In seinen letzten Jahren war er psychisch krank und glaubte, dass seine Inspiration direkt von Gott und von Shakespeare und Dante käme. Ab 1989 verfasste er „Offenbarungsschriften“: De Jezus Passion, Hoogtezang und Dante in Motionaeii, identifizierte sich mit Jesus Christus und nannte sich „Edgar Jesus Kairo, der Schreiber des Himmels“.
Am 16. November 2000 wurde Edgar Cairo in seiner Amsterdamer Wohnung tot aufgefunden; er starb möglicherweise am Tag zuvor, an einer Magenblutung, wie schon drei seiner Brüder vor ihm.
Im September 2020 urteilte die linksliberale politische Wochenzeitschrift De Groene Amsterdammer über Cairo, dass dieser seiner Zeit voraus gewesen sei und seine Botschaften zu früh gekommen seien. Heute würden sie eher auf fruchtbaren Boden fallen.

## Publikationen (Auswahl)
- 1969 Temekoe. Prosa.
- 1970 Kra: wan bondroe powema foe. Poesie.
- 1975 Obja sa tan a brewa:nanga angalisa = Er zal geen einde zijn aan brouwsels van magie : met een analyse. Poesie.
- 1976 Kollektieve schuld, of wel Famir'man-sani. Roman.
- 1976 Brokositon : wan fasi foe bow istorsi pré = Puin : een historisch zang- en dansspel.
- 1977 Adoebe-lobi = Alles tegen alles. Roman.
- 1977 Ba Anansi woi! woi! woi! : die dood van Spin. Theaterstück.
- 1978 A nowtoe foe mi ai = In de nood van het aangezicht. Poesie.
- 1978 Neti nanga joe! = Nacht met jou!. Theaterstücke.
- 1978 Djari = Erven. Roman.
- 2008 De smaak van Sranan Libre. 2007. (posthum)